# Snake Marston
Sylvester "Snake" Marston es un personaje ficticio en el universo de Marvel Comics.

## Historial de publicaciones
Snake Marston apareció por primera vez en Machine Man # 16 (agosto de 1980), y fue creado por Tom DeFalco y Steve Ditko.
El personaje apareció posteriormente en Marvel Team-Up # 138 (febrero de 1984), Thunderbolts # 104 (septiembre de 2006) y # 107 (diciembre de 2006).
Snake Marston apareció como parte de la entrada "Enforcers" en el Manual Oficial de Marvel Universe Deluxe Edition # 4.

## Biografía del personaje ficticio
Sylvester Marston nació en Ontario, Canadá. Fue miembro del Escuadrón Satanás del Barón Brimstone cuando luchaban Machine Man. Luego se unió a Enforcers y luchó contra Spider-Man. Fue suplantado por la Anguila como parte de un plan que involucra a Daredevil, Mister Hyde y los Enforcers.
Mucho más tarde, fue visto encarcelado en el bloque de células de supervillanos de la prisión de Seagate.

### Civil War
Durante el evento de Civil War, fue capturado por los Thunderbolts del Barón Zemo y obligado a unirse a ellos o enfrentarse a la cárcel. Con el ejército de Thunderbolts, fue a una misión a Sídney, Australia.

## Poderes y habilidades
Snake Marston no tiene poderes sobrehumanos; sin embargo, es un contorsionista maestro que puede mantener indefenso a un oponente enrollándose a su alrededor.

## En otros medios

### Videojuegos
- Snake Marston se menciona en Spider-Man: Shattered Dimensions. Los secuaces de Hammerhead mencionaron cómo Marston usa sus habilidades de contorsionista para intentar seducir a Janice Foswell, algo por lo que su novio Hammerhead no está contento.